# Prowincja Matki Bożej Niepokalanej Zakonu Braci Mniejszych Konwentualnych w Warszawie
Prowincja Matki Bożej Niepokalanej Zakonu Braci Mniejszych Konwentualnych w Warszawie − jedna z trzech aktualnie istniejących prowincji Zakonu Braci Mniejszych Konwentualnych − franciszkanów − w Polsce. Patronką prowincji, założonej w 1939, jest Matka Boża w Tajemnicy Niepokalanego Poczęcia.
Siedzibą prowincjała jest klasztor w Warszawie przy ul. Zakroczymskiej 1. Prowincjalne seminarium duchowne ma swoją siedzibę w klasztorze w Łodzi-Łagiewnikach przy ul. Okólnej 185. Franciszkanie tej prowincji opiekują się sanktuarium w Niepokalanowie, gdzie ma też swoją siedzibę ośrodek powołaniowy. Zakonnicy z prowincji warszawskiej prowadzą misje afrykańskie w Burkinie Faso (Sabou, Ouagadougou) oraz Tanzanii (Mwanga, Arusha, Dar es Salaam, Morogoro); ponadto pracują na Białorusi, w Bułgarii, Niemczech, Stanach Zjednoczonych i we Włoszech. Prowincja prowadzi również Radio Niepokalanów, wydawnictwo z własną drukarnią oraz wydaje miesięcznik Rycerz Niepokalanej.

## Z historii Prowincji
Prowincja powstała w wyniku wyodrębnienia się z prowincji krakowskiej 23 sierpnia 1939. Z prowincji warszawskiej pochodzili wyniesieni na ołtarze: św. Maksymilian Kolbe, bł. Rafał Chyliński oraz siedmiu innych braci wśród 108 błogosławionych męczenników II wojny światowej (Bonifacy Żukowski, Tymoteusz Trojanowski, Achilles Puchała, Herman Stępień, Pius Bartosik, Antonin Bajewski, Innocenty Guz).
XXIV Zwyczajna Kapituła Prowincjalna, obradująca w dniach od 27 lipca do 5 sierpnia 2020 r. w Łodzi-Łagiewnikach, dokonała wyboru nowych władz Prowincji. Zaprzysiężony został nowy minister prowincjalny - o. Grzegorz Bartosik - wybrany na ten urząd w marcu 2020 r. w głosowaniu listownym. Wybrano również Radę Prowincjalną, w skład której wchodzą: wikariusz prowincji (o. Mirosław Bartos), sekretarz prowincji (o. Zbigniew Kopeć) oraz 5 asystentów prowincjalnych. Gwardianem Niepokalanowa został o. Mariusz Słowik, natomiast rektorem WSD w Łodzi-Łagiewnikach - o. Piotr Żurkiewicz. Ponadto dokonano wyboru odpowiedzialnych za poszczególne dzieła Prowincji, formatorów i gwardianów (przełożonych) klasztorów znajdujących się na terenie Polski oraz poza granicami kraju.

## Klasztory Prowincji w Polsce
Obecnie Prowincja Matki Bożej Niepokalanej posiada na terenie Polski następujące placówki zakonne:
- Kalisz

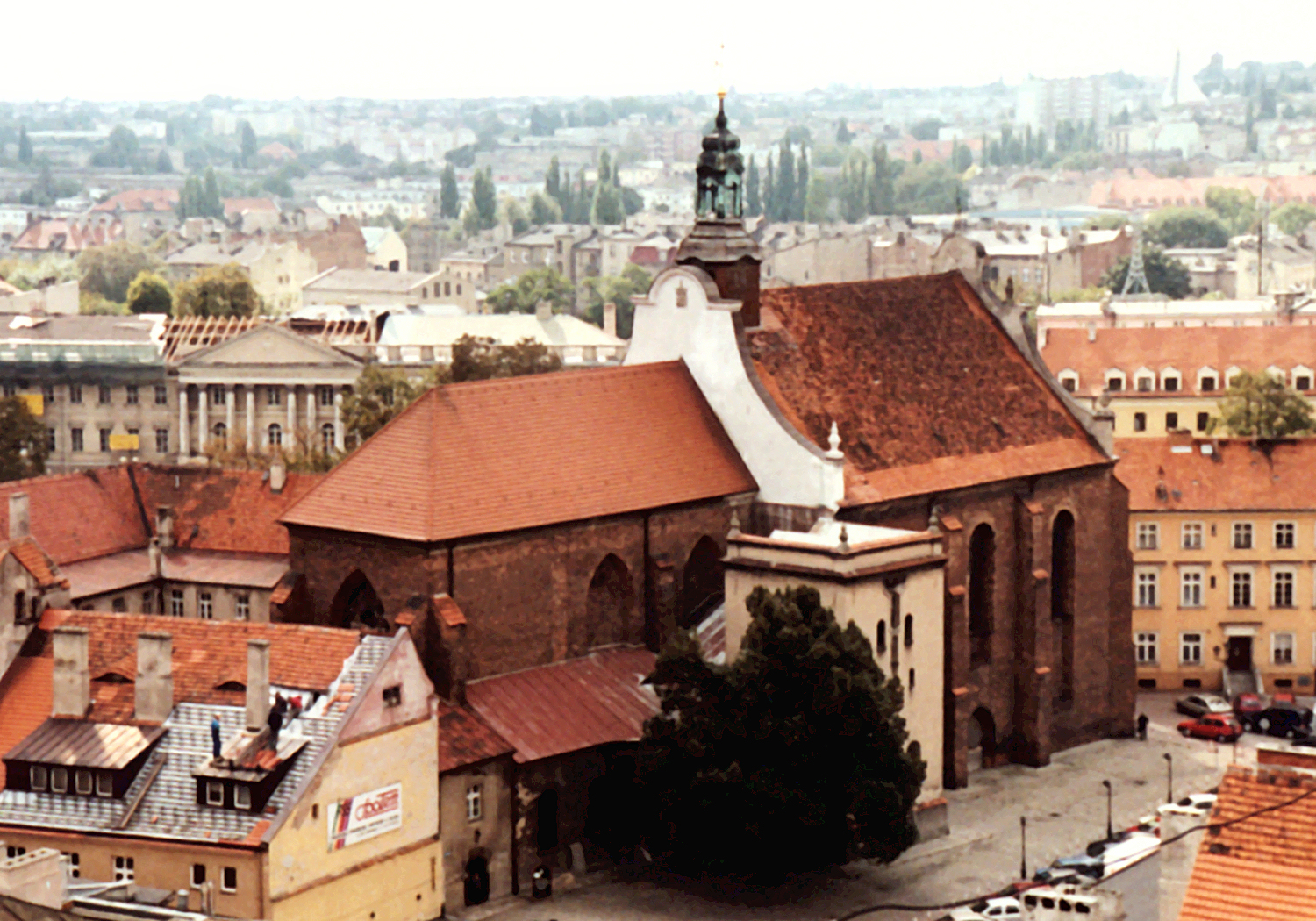
Franciszkański kościół św. Stanisława Biskupa i Męczennika w Kaliszu (XIII w.)

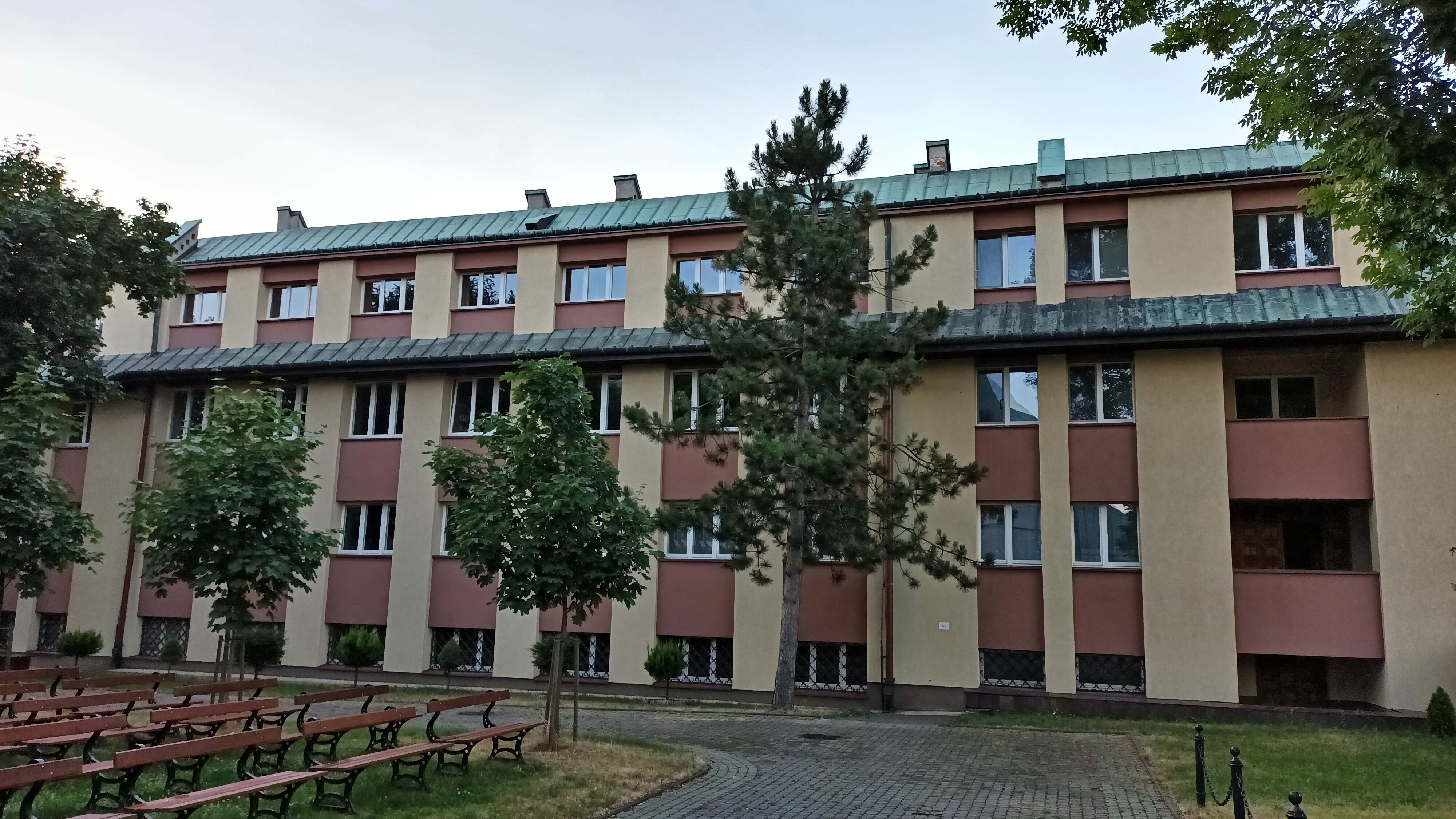
Budynek WSD w Łodzi-Łagiewnikach

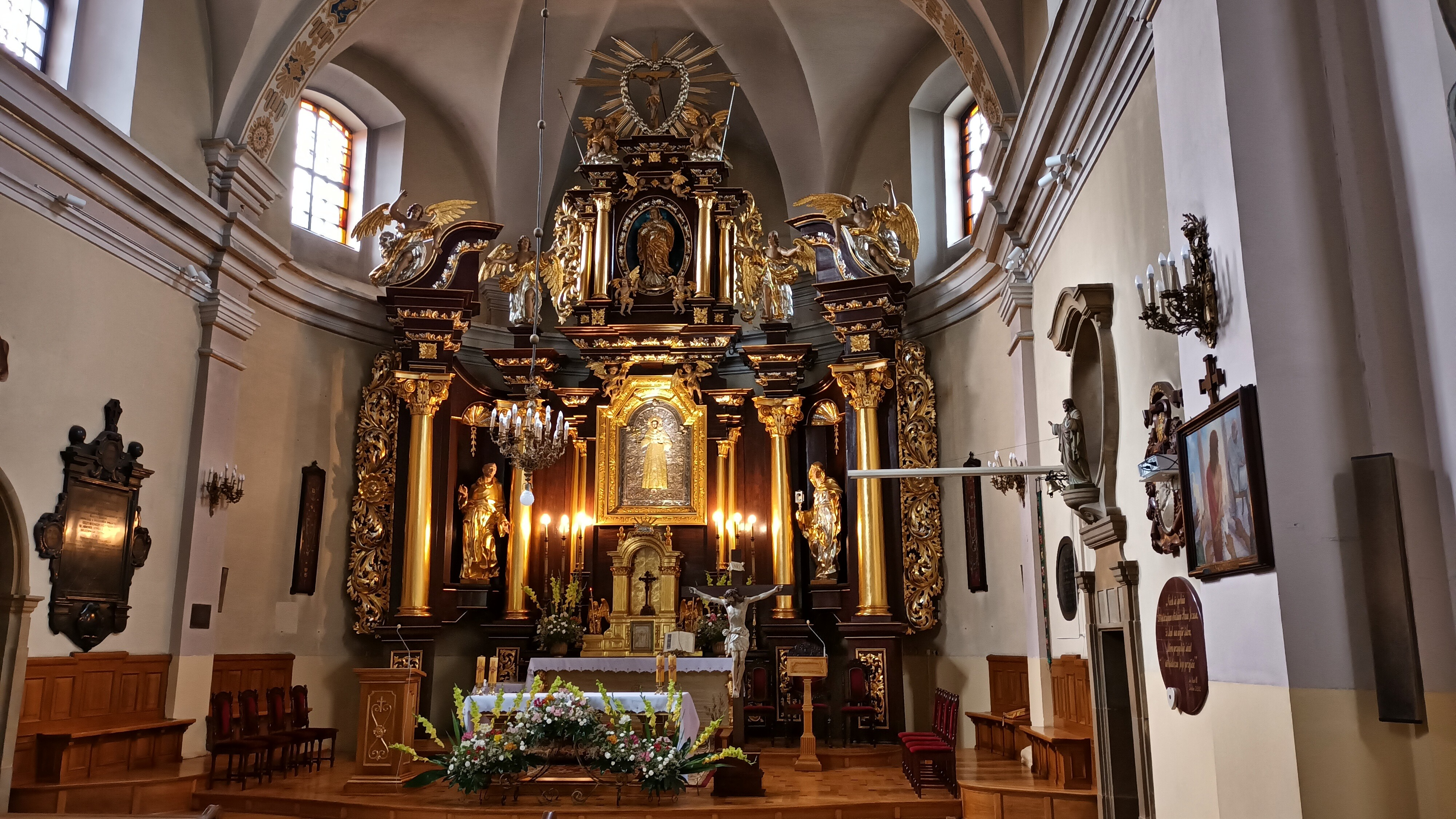
Prezbiterium kościoła- sanktuarium w Łodzi-Łagiewnikach

Jest to najstarszy klasztor prowincji. Został założony w 1257 z fundacji księcia kaliskiego Bolesława Pobożnego. W ramach tejże fundacji wzniesiono tam wczesnogotycki kościół św. Stanisława Biskupa i Męczennika, a król Kazimierz III Wielki gruntownie go przebudował i otoczył murem. W XVI w. wybuchły tu 2 poważne pożary, po których odnowiono klasztor i świątynię, a ponownej konsekracji dokonano w 1632 r.
W czasach zaborów fundacja uległa znacznej dewastacji. Wnętrze świątyni gruntownie odrestaurowano w latach 1964-1966. Parafię erygowano w 1978 r. Od roku 1962 w kaplicy Męki Pańskiej trwa wieczysta adoracja Najświętszego Sakramentu. W roku 2007 franciszkanie obchodzili 750-lecie swojej obecności w Kaliszu, co przejawiało się w licznych uroczystościach i sympozjach organizowanych dla upamiętnienia tej rocznicy. Gwardianem klasztoru jest o. Waldemar Ułanowicz.
- Lublin

Klasztor erygowany w 1976 r. Został założony z przeznaczeniem na dom dla braci studiujących na KUL. Przy klasztorze funkcjonuje niewielka kaplica. Przełożonym klasztoru jest o. Marcin Tkaczyk.
- Łódź – Krasickiego

Klasztor erygowany w 1945 r. z zabudowań po zborze baptystów. W 1978 r. powstała tutaj parafia, zaś w roku 2008 przystąpiono do budowy nowego kościoła. Konsekracja świątyni miała miejsce w roku 2009. Przy klasztorze działa Ośrodek Duszpastersko-Charytatywny. Znajduje się tu również siedziba oddziału "Radia Niepokalanów". Gwardianem klasztoru jest o. Piotr Kleszcz.
- Łódź – Krecia

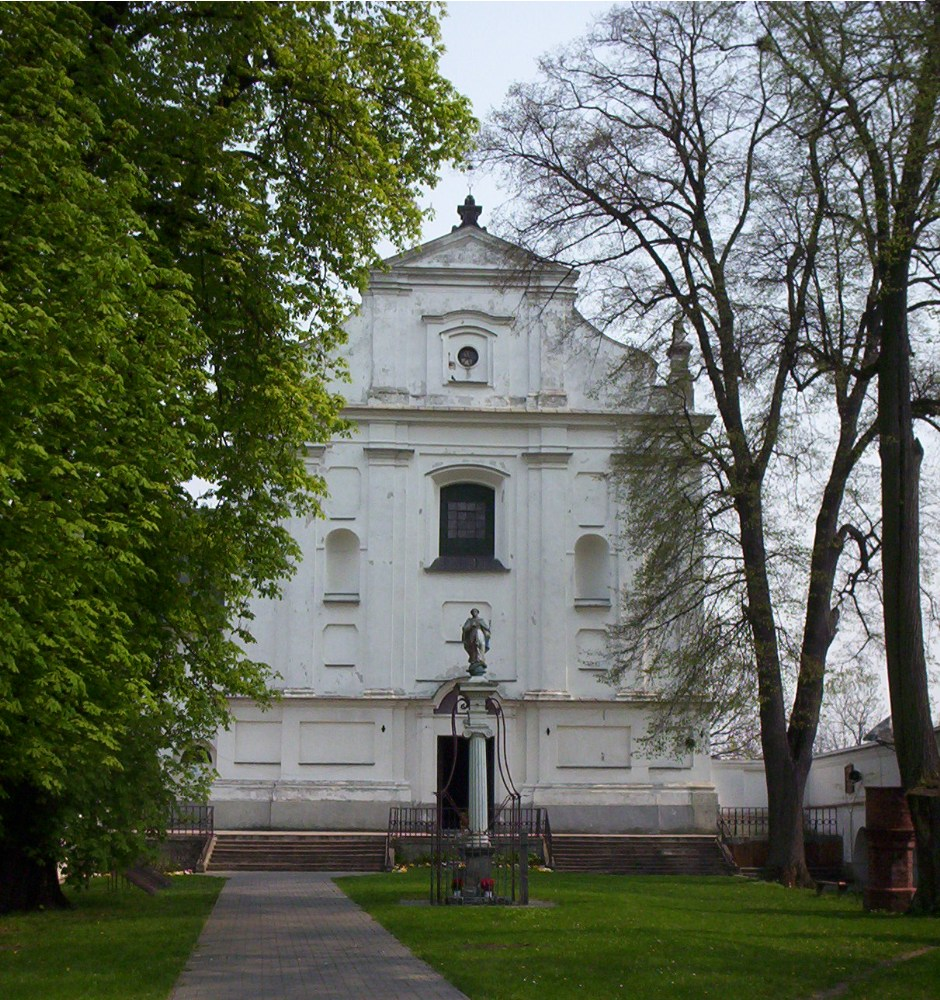
Miedniewice – kościół franciszkanów

Klasztor erygowany kanonicznie w 1964 r., chociaż kaplica przyklasztorna zbudowana została już w 1935 r. W roku 1976 utworzono tu samodzielny wikariat pobliskiej parafii w Łagiewnikach. Decyzją władz zakonnych Prowincji klasztor ten był w latach 1989-1996 ośrodkiem powołaniowo-rekolekcyjno-oazowym. W 1997 r. podjęto decyzję o przeznaczeniu klasztoru na dom formacyjny dla postulantów. W tym celu przeprowadzono generalny remont obiektu oraz szereg adaptacji, aby przystosować obiekt do nowych potrzeb. Gwardianem klasztoru jest o. Grzegorz Piórkowski.
- Łódź – Łagiewniki (Wyższe Seminarium Duchowne)

Wyższe Seminarium Duchowne zostało erygowane w 1978 r. i z czasem zostało wydzielone z łagiewnickiego konwentu jako osobny klasztor. Kształcą się w nim bracia przygotowujący się do przyjęcia święceń kapłańskich, pochodzący z Prowincji Warszawskiej oraz Gdańskiej. W 2001 r. WSD podpisało umowę o współpracy z Wydziałem Teologicznym UKSW w Warszawie. Gwardianem klasztoru i jednocześnie rektorem WSD jest o. Piotr Żurkiewicz.
- Łódź – Łagiewniki

Pierwotny klasztor drewniany erygowany został w 1681 r. Od początków zasłynął kultem św. Antoniego z Padwy, którego cudowny obraz znajduje się w ołtarzu głównym prezbiterium kościoła. W pobliskim lesie łagiewnickim znajdują się dwie zabytkowe kapliczki z modrzewia. W roku 1901 erygowano parafię. Po II wojnie światowej klasztor pełnił funkcję domu formacyjnego (początkowo nowicjat, potem studium filozofii aż do wybudowania odrębnego budynku Wyższego Seminarium Duchownego). W barokowym kościele znajduje się również kaplica z trumną bł. Rafała Chylińskiego, który spędził 11 lat w łagiewnickim konwencie i w 1991 r. został beatyfikowany przez Jana Pawła II. Obok św. Antoniego jest on także patronem miejscowego sanktuarium. Przełożonym klasztoru oraz proboszczem parafii jest obecnie o. Radosław Tomczak.
- Łódź – Skwer św. Maksymiliana (Dąbrowa)

Klasztor erygowany kanonicznie w 1981 r. W tym samym roku powołana została do życia parafia, która do dzisiaj jest największą spośród prowadzonych przez zakonników Prowincji. Budowa kościoła napotykała na liczne utrudnienia ze strony władz państwowych, ale ostatecznie uzyskano zgodę i w 1981 r. przystąpiono do budowy świątyni, której konsekracja odbyła się w roku 2000. Gwardianem klasztoru jest o. Sebastian Bielski.
- Miedniewice

Klasztor erygowany kanonicznie w 1978 r., ale jego historia sięga XVII w. W latach 1686–1864 klasztor był w posiadaniu reformatów. W roku 1748 ukończono budowę świątyni z cudownym obrazem świętej Rodziny, który znajduje się w barokowym ołtarzu sanktuarium. W roku 1864, w ramach represji po upadku powstania styczniowego, rząd carski dokonał kasaty miejscowego klasztoru. 3 kwietnia 1919 ks. Aleksander Kakowski, arcybiskup warszawski, przy kościele miedniewickim erygował parafię pw. Nawiedzenia NMP i św. Józefa Oblubieńca. Obsługę duszpasterską nowej parafii powierzył kapłanom diecezjalnym. W roku 1966 do Miedniewic sprowadzono franciszkanów konwentualnych, którzy po dziś dzień opiekują się miejscowym sanktuarium, parafią oraz klasztorem klarysek. Gwardianem klasztoru jest o. Remigiusz Trocki.
- Niepokalanów

Klasztor założony przez św. Maksymiliana Kolbego na ziemi, której ofiarodawcą był książę Jan Drucki-Lubecki (właściciel majątku Teresin k. Sochaczewa). W 1927 r., wkrótce po postawieniu figurki Matki Bożej Niepokalanej, erygowany został klasztor. Od samego początku o. Maksymilian urządzał w tym miejscu wydawnictwo, nabywał nowoczesne maszyny drukarskie i wydawał "Rycerza Niepokalanej". Od 1928 r. w klasztorze formowali się młodzi zakonnicy, w 1931 r. powstała Ochotnicza Straż Pożarna złożona z samych braci (istnieje do dziś), a w roku 1938 zorganizowano rozgłośnię "Radia Niepokalanów". Powstały również konkretne  plany budowy lotniska dla potrzeb wydawnictwa. O. Maksymilian przystąpił także w 1939 r. do budowy kościoła, lecz ten projekt natychmiast przerwała II wojna światowa, podczas której założyciel Niepokalanowa oddał swoje życie za współwięźnia w niemieckim obozie koncentracyjnym Auschwitz-Birkenau.
Po wojnie wznowiono prace wydawnictwa, a w 1948 r. rozpoczęto budowę kościoła, którego uroczysta konsekracja nastąpiła w roku 1954. W 1980 r. Jan Paweł II podniósł świątynię do godności Bazyliki Mniejszej. Rok 1982 przyniósł doniosłą chwilę kanonizacji założyciela Niepokalanowa, zaś rok później Jan Paweł II nawiedził osobiście Niepokalanów. W 1995 r. wznowiło swą działalność "Radio Niepokalanów", a w roku 1998 poświęcono Muzeum św. Maksymiliana oraz przywrócono do kultu Bożego "starą kaplicę" (kolebkę klasztoru). W marcu 2004 r. kościół w Niepokalanowie otrzymał tytuł ogólnopolskiego sanktuarium.

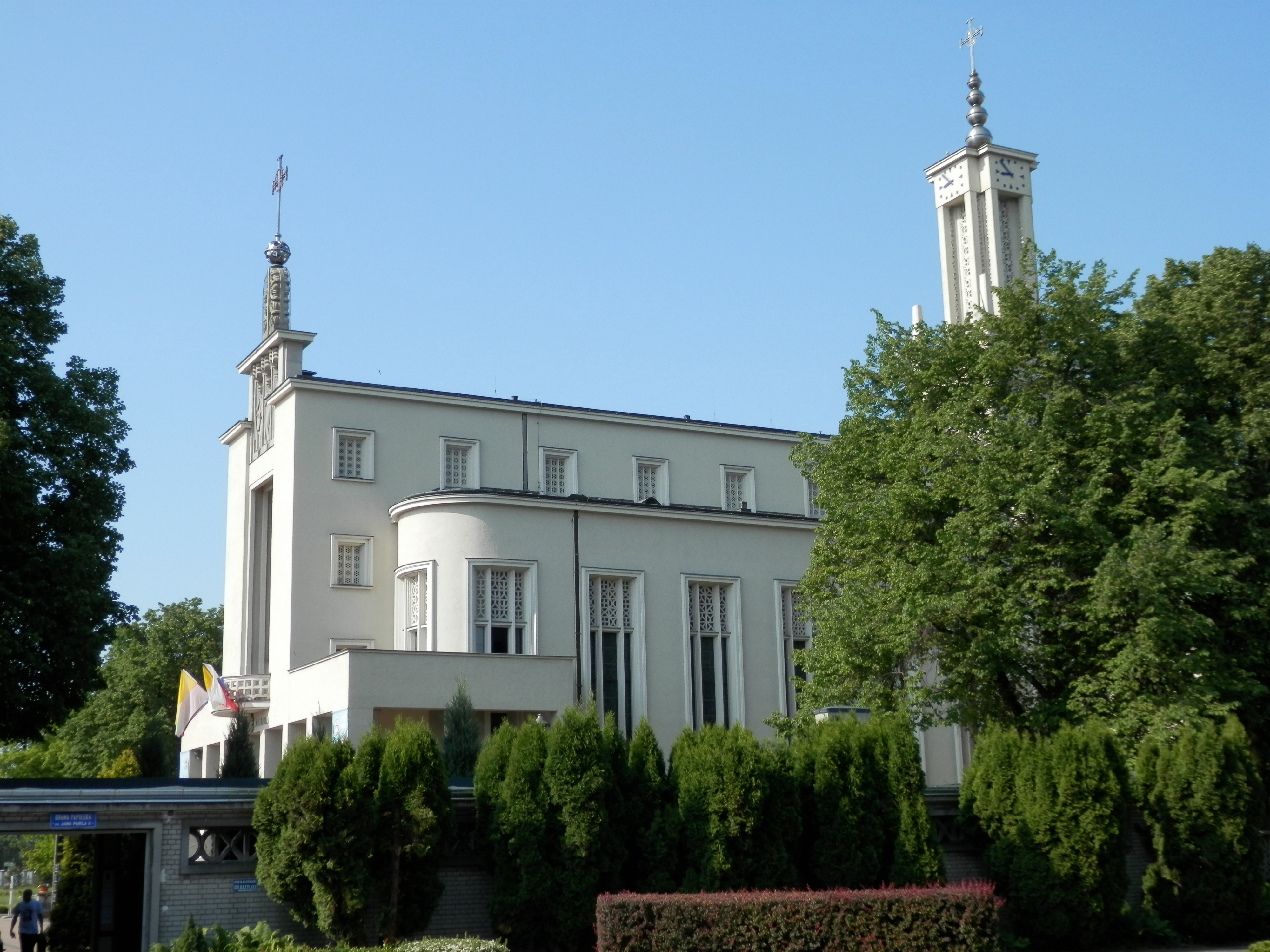
Niepokalanów, bazylika franciszkanów

Niepokalanów jest największym klasztorem Prowincji Warszawskiej. Zajmuje powierzchnię 28 ha i liczy ponad 100 braci. Znajdują się tutaj budynki mieszkalne i gospodarcze, domy rekolekcyjne, Ośrodek Narodowy MI, szpitalik dla chorych współbraci, księgarnia, Wydawnictwo z drukarnią, Archiwum Niepokalanowa, straż pożarna oraz cmentarz. W zasięgu 3 km mieści się również dom filialny klasztoru, tzw. Niepokalanów-Lasek, który pełni funkcje domu rekolekcyjnego i Ośrodka Formacyjnego MI (Rycerstwa Niepokalanej). Niepokalanów jest ponadto siedzibą specjalnych dzieł Prowincji (Radio Niepokalanów, Ośrodek Powołań, Instytut Kolbiański). Gwardianem klasztoru i kustoszem Sanktuarium jest o. Mariusz Słowik.
- Radziejów

Klasztor został erygowany w 1331 r. jako fundacja króla Władysława Łokietka. Fundator wybudował również gotycki kościół. W XVII w. obiekty zostały zniszczone przez pożary, po których nastąpiła przebudowa i powiększenie kościoła w 1704 r. Ponownie odrestaurowano świątynię w roku 1930. W czasie II wojny światowej klasztor wraz z kościołem zostały zajęte przez wojska hitlerowskie, które uczyniły z nich swoją siedzibę. Po wojnie prowadzono dalsze prace renowacyjne, a w 1996 r. franciszkanie otrzymali parafię. Przystąpiono również do remontu zabudowań klasztornych. Obecnie gwardianem klasztoru i proboszczem parafii jest o. Krzysztof Tarnowski. 14 września 2014 roku ordynariusz włocławski ks. biskup Wiesław Mering ustanowił świątynię w Radziejowie Sanktuarium Matki Bożej Nieustającej Pomocy.
- Siedlce

Początki klasztoru sięgają roku 1993, w którym franciszkanie uzyskali darowiznę w postaci działki i domu jednopiętrowego. Przystąpiono niezwłocznie do remontu pomieszczeń klasztornych oraz budowy kaplicy dla wiernych, która powstała w 1995 r. W tym samym roku zakonnikom przyznano parafię. Klasztor został kanonicznie erygowany w 1998 r. Gwardianem klasztoru i proboszczem parafii jest o. Zdzisław Beń.
- Skarżysko-Kamienna

Klasztor został erygowany w 1938 r. wraz z wybudowaną kaplicą. II wojna światowa pozostawiła krwawy ślad w krótkiej historii skarżyskiego konwentu, gdyż w 1940 r. za współpracę z lokalną organizacją konspiracyjną zginęło z rąk Niemców siedmiu zakonników, a klasztor i kaplicę zamknięto. Franciszkanie ostatecznie powrócili do klasztoru w roku 1945. W maju 1952 r. przy kaplicy erygowano parafię pw. Niepokalanego Poczęcia NMP. Podejmowano również starania o wzniesienie kościoła, co skutecznie utrudniały ówczesne władze cywilne. Zgodę na budowę franciszkanie otrzymali dopiero w 1983 r. i natychmiast przystąpili do prac. Po czterech latach budowy, świątynia została konsekrowana w maju 1987 r. Gwardianem klasztoru (i jednocześnie proboszczem miejscowej parafii) jest o. Janusz Siwicki.
- Smardzewice

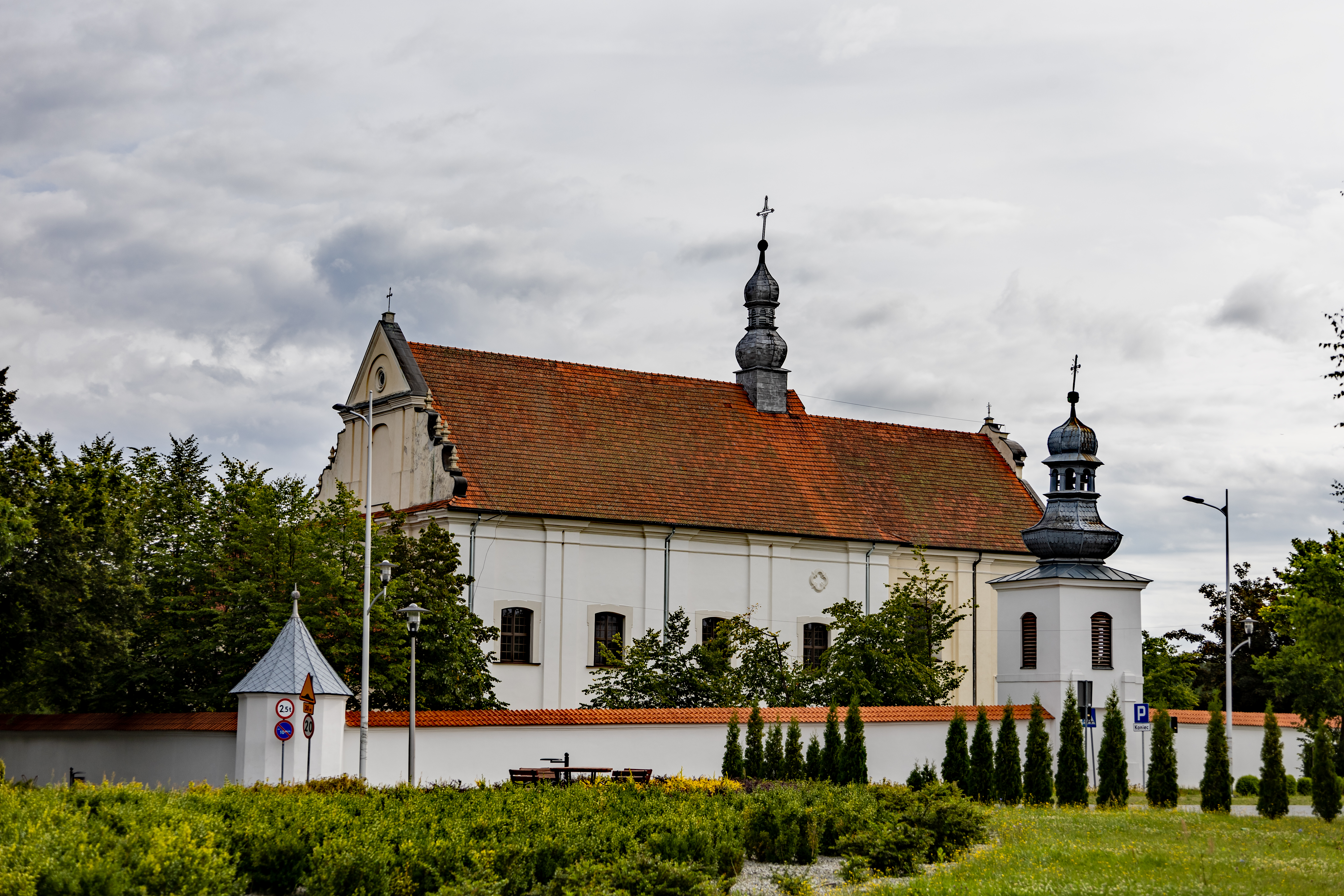
Zespół klasztorny w Smardzewicach

Historia konwentu smardzewickiego ściśle związana jest z miejscowym kultem św. Anny, która objawiła się miejscowemu gospodarzowi w 1620 r., a w miejscu objawień zbudowano kapliczkę. W roku 1639 sprowadzono w to miejsce franciszkanów z pobliskiego Piotrkowa i przystąpiono do budowy klasztoru i drewnianego kościoła. Klasztor został erygowany w 1642 r., a w roku 1701 miała miejsce konsekracja murowanego kościoła barokowego, który wkrótce otoczono murem. W głównym ołtarzu znajduje się obraz św. Anny Samotrzeciej z I połowy XVII w. W wyniku kasaty Zakonu na ziemiach zaboru rosyjskiego w 1864 r. franciszkanów przeniesiono do innych konwentów, a w Smardzewicach osiedli księża diecezjalni.
Po II wojnie światowej powzięto starania o odzyskanie klasztoru, ale powrót franciszkanów nastąpił dopiero w roku 1970. W 1975 r. miało miejsce kanoniczne erygowanie parafii, a w latach 80. przystąpiono do budowy dwóch kościołów filialnych w Unewlu i Twardej. Od 1974 roku w klasztorze mieści się również nowicjat zakonny Prowincji. Gwardianem klasztoru jest o. Mariusz Kapczyński, zaś magistrem nowicjatu – o. Michał Brzezicha.
- Stoczek

Początki obecności franciszkanów w Stoczku sięgają roku 1988, kiedy to miejscowi mieszkańcy przekazali swą posiadłość na własność Prowincji Warszawskiej. Pierwsi zakonnicy przybyli tu w 1990 r. i po gruntownym remoncie oddano do użytku kaplicę dla mieszkańców. W 1998 r. przystąpiono do budowy społecznego domu pomocy charytatywnej, a Stoczek stał się domem filialnym klasztoru w Siedlcach i z czasem erygowano tu samodzielny klasztor. W roku 2011 miała miejsce konsekracja kościoła. Gwardianem klasztoru jest o. Grzegorz Kwiecień.
- Suwałki

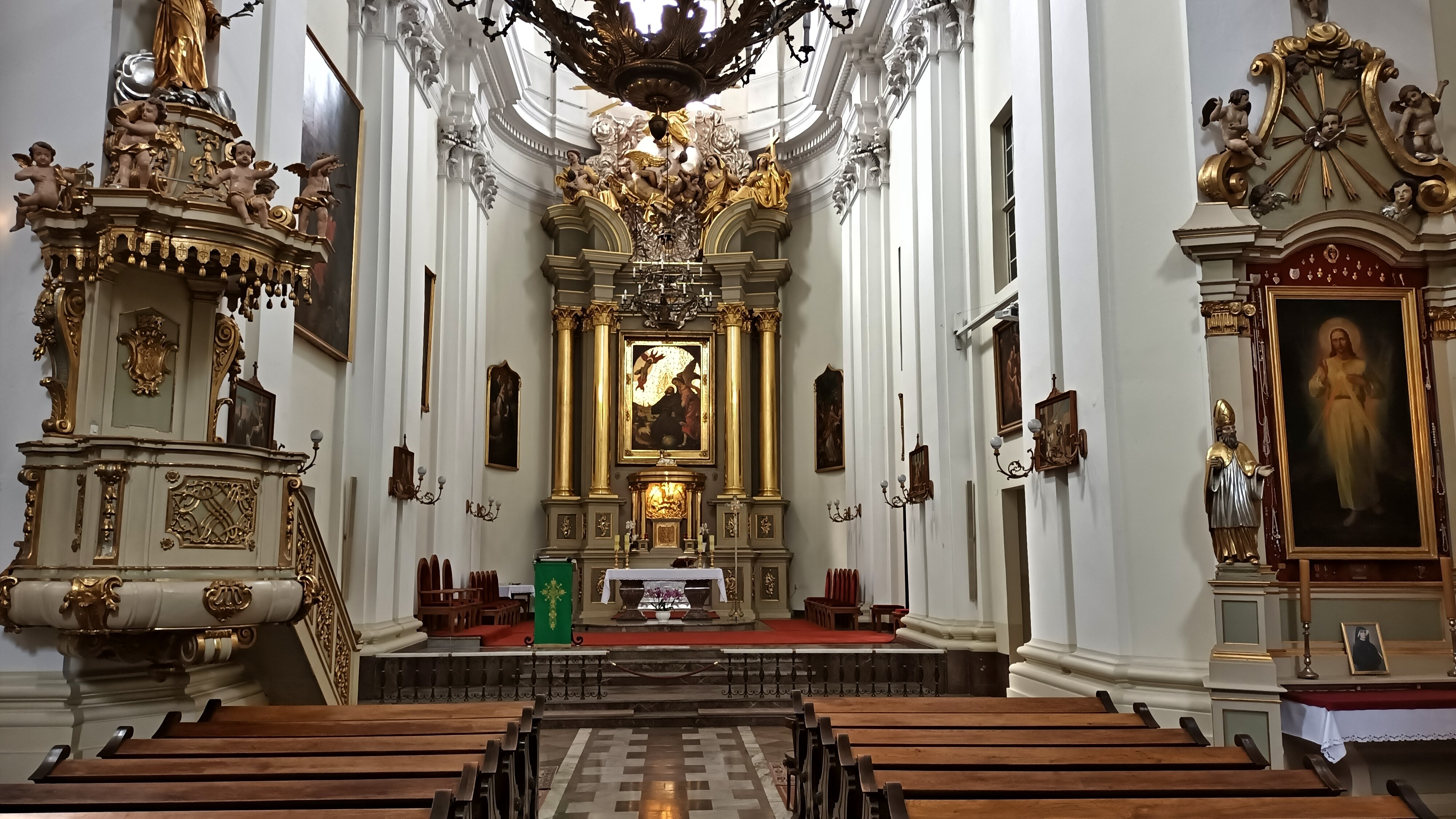
Wnętrze kościoła w Warszawie

Franciszkanie przybyli do Suwałk w 1992 r., gdzie miejscowy biskup Wojciech Ziemba powierzył im duszpasterstwo w parafii pw. Bożego Ciała. Cały kompleks franciszkański w północnej części miasta zaprojektowano w jednej bryle architektonicznej (kościół, klasztor, pomieszczenia parafialne). W 1999 r. poświęcono kaplicę adoracji oraz budynek klasztorny, w którym osiedli zakonnicy. W 2004 r., po 9 latach budowy, dokonano konsekracji nowej świątyni. Obecnie gwardianem klasztoru i proboszczem parafii, liczącej ok. 5500 wiernych, jest o. Rafał Kołodziejski.
- Warszawa

Klasztor został erygowany w 1646 r. za zgodą króla Władysława IV. Wybudowano wówczas również kościół. Wydarzenia "potopu szwedzkiego" skutkowały spaleniem drewnianego kościoła. Odbudowa nastąpiła w latach 1662-1663. W dalszych latach systematycznie rozbudowywano świątynię, a w 1737 r. uroczystej konsekracji dokonał bp Stanisław Hozjusz. W 1864 r. liczący 21 zakonników klasztor został zlikwidowany, a świątynię franciszkańską przekształcono w kościół garnizonowy.
Franciszkanie odzyskali konwent dopiero po zakończeniu I wojny światowej. Podczas Powstania Warszawskiego świątynia została zbombardowana, jednak ocalały ściany boczne i ołtarz św. Antoniego.  W dalszych latach kościół i klasztor poddano licznym zabiegom renowacyjnym. W 2010 r. świątynię podniesiono do rangi sanktuarium św. Antoniego z Padwy. Gwardianem klasztoru jest o. Zbigniew Swęd.
W 1939 r., kiedy nastąpił podział polskiej prowincji franciszkanów, klasztor w Warszawie stał się siedzibą nowej Prowincji pw. Matki Bożej Niepokalanej. W konwencie mieści się Kuria Prowincjalna i jest to siedziba Prowincjała.
- Wyszogród

Klasztor został erygowany w 1408 r. Przystąpiono również do budowy gotyckiego kościoła. Dalsze dzieje to niestety liczne napady, zniszczenia i pożary, które nękały kościół i klasztor. Po tych nieszczęściach odnowiono i rozbudowano kościół w stylu barokowym oraz wybudowano nowy klasztor. W 1804 r. rząd pruski oddał świątynię wraz z klasztorem protestantom, a franciszkanie zostali przeniesieni do Dobrzynia. Powrócili dopiero po II wojnie światowej i w 1945 r. formalnie objęli klasztor i kościół (zniszczony w 65%). W dalszych latach prowadzone były intensywne prace renowacyjne. Przeprowadzono wtedy m.in. remont dachu, prezbiterium, drzwi, odrestaurowano również ołtarz główny. Gwardianem klasztoru jest o. Marek Iwański.
- Zamość

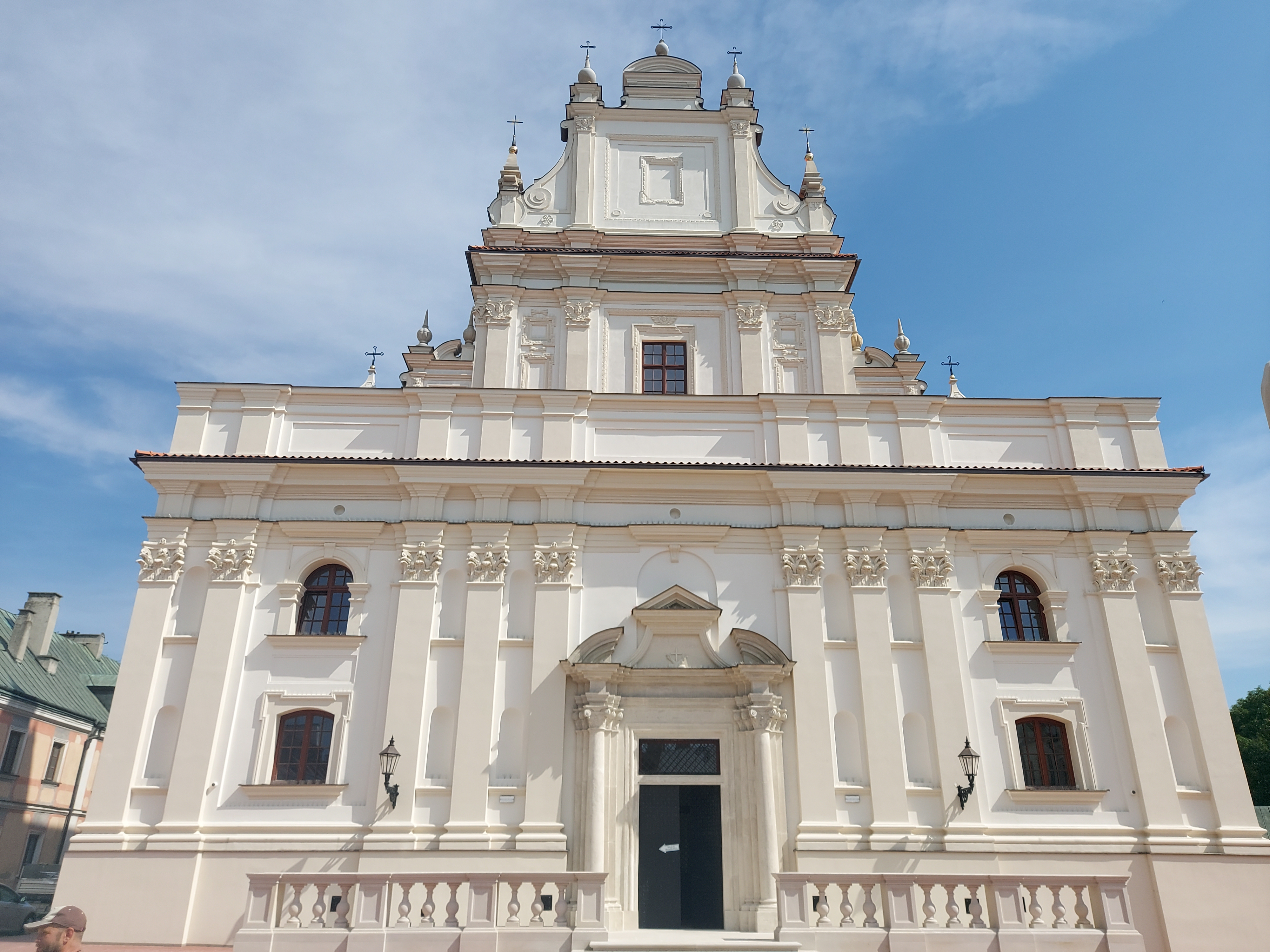
Zamość - odrestaurowany (2021), barokowy kościół Zwiastowania NMP

Franciszkanów do Zamościa sprowadził w 1603 r. hetman Jan Zamoyski. Na początku 1655 r. zakonnicy przeprowadzili się do nowego kościoła i klasztoru. Rok 1784, decyzją władz zaboru austriackiego, przyniósł kasatę klasztoru, który z czasem dostał się w ręce Rosjan. Klasztor został rozebrany, natomiast kościół zdewastowany. Po zakończeniu I wojny światowej mieścił się tu Sejmik Zamojski, Dom Ludowy, a następnie kino i szkoła plastyczna.
W latach 80. mieszkańcy domagali się usilnie zwrotu budynku Kościołowi, co nastąpiło w 1993 r. Do Zamościa powrócili wówczas franciszkanie i przejęli świątynię. W 1994 r. erygowana została parafia, a zakonnicy przystąpili do organizacji klasztoru i generalnego remontu kościoła. Poświęcenia odnowionego kościoła dokonał bp Marian Rojek we wrześniu 2021 r. Franciszkanie opiekują się również klaryskami, które mają swój klasztor w pobliskim Sitańcu. Gwardianem klasztoru i proboszczem parafii jest o. Andrzej Zalewski.

## Placówki za granicą kraju
- Białoruś (Grodno, Holszany, Iwieniec, Pierszaje, Porozowo, Udział)
- Bułgaria (Pleven, Rakovski, Sofia)[26]
- Burkina Faso (Sabou, Ouagadougou)[27]
- Niemcy (Dingolfing, Höslwang, Mariabuchen, Ottbergen, Uelzen)
- Tanzania (Mwanga via Moshi, Arusha, Morogoro; Dar es Salaam – Segerea, Kinyerezi oraz Mongolandege)[28]
- Włochy (Amantea)[29]